# Hammerbichl
Hammerbichl ist eine Ortslage im Mühlviertel Oberösterreichs, die zur Marktgemeinde Schenkenfelden im Bezirk Urfahr-Umgebung gehört, wie auch ein Pass der Europäischen Hauptwasserscheide.

## Geographie
Hammerbichl befindet sich etwa 25 Kilometer nördlich des Stadtzentrums von Linz, 8½ Kilometer westlich von Freistadt und 7 Kilometer südöstlich von Bad Leonfelden, wenige Kilometer südlich der tschechischen Grenze, zwischen dem Markt Schenkenfelden und Tischberg.
Die Ortslage, ein einzelnes Gehöft, liegt im Leonfeldner Hochland auf 780 m ü. A. Höhe.
Hier befindet sich auch die Wasserscheide zwischen Stegmühlbach und Kleiner Gusen, deren Quelle sich direkt südöstlich unterhalb befindet. Ersterer mündet nordwärts in die Moldau (Vltava), die zum Einzugsgebiet Elbe gehört, die Gusen läuft südwärts im Einzugsgebiet Donau. Somit strömt das Wasser westlich zur Nordsee, östlich zum Schwarzen Meer. Die Passhöhe
liegt schon im Gemeindegebiet Hirschbach im Mühlkreis, womit die Ortslage auch die Bezirksgrenze Urfahr-Umgebung/Freistadt darstellt. Südlich, bei Lichtenstein, liegt dann der in der Böhmischen Masse südlichste Punkt der Zentralwasserscheide.
Über die Anhöhe verläuft die  L1499 Tischberger Straße (von der L1489 in Schenkenfelden  über Tischberg zur L1498 in Hirschbach im Mühlkreis).
| Hammerbichl ( Einzellage ) Basisdaten Pol. Bezirk , Bundesland Urfahr-Umgebung (UU), Oberösterreich Gerichtsbezirk Freistadt Pol. Gemeinde Schenkenfelden ( KG Schenkenfelden ) Ortschaft Schenkenfelden Koordinaten 48° 29′ 57″ N , 14° 22′ 54,3″ O 48.499161 14.381759 780 f1 Höhe 780 m ü. A. Gebäudestand 1 (2013) Postleitzahl 4192 Schenkenfelden Statistische Kennzeichnung Zählsprengel/ -bezirk Schenkenfelden (41622 000) Hnr. Windflach 200 Quelle: STAT : Ortsverzeichnis ; BEV : GEONAM ; DORIS Vorlage:Infobox Gemeindeteil in Österreich/Wartung/Nebenbox f0 BW |                                      |
| Hammerbichl (Einzellage) |                                      |
| Basisdaten |                                      |
| Pol. Bezirk, Bundesland | Urfahr-Umgebung (UU), Oberösterreich |
| Gerichtsbezirk | Freistadt                            |
| Pol. Gemeinde | Schenkenfelden (KG Schenkenfelden)   |
| Ortschaft | Schenkenfelden                       |
| Koordinaten | 48° 29′ 57″ N, 14° 22′ 54,3″ O       |
| Höhe | 780 m ü. A.                          |
| Gebäudestand | 1 (2013)                             |
| Postleitzahl | 4192 Schenkenfelden                  |
| Statistische Kennzeichnung |                                      |
| Zählsprengel/ -bezirk | Schenkenfelden (41622 000)           |
| Hnr. Windflach 200 Quelle: STAT: Ortsverzeichnis; BEV: GEONAM; DORIS |                                      |

| Kalvarienberg  | Oberdorf (Gem. Hirschbach i.Mkr., Bez. Freistadt) | Tischberg (Gem. Hirschbach i.Mkr., Bez. Freistadt)        |
| Schenkenfelden | Kompassrose, die auf Nachbargemeinden zeigt       | Oberhirschgraben (Gem. Hirschbach i.Mkr., Bez. Freistadt) |
|                | Lichtenstein                                      | Vorwald (Gem. Hirschbach i.Mkr., Bez. Freistadt)          |

## Infrastruktur und Sehenswürdigkeiten
Abseits der Straße (nördlich) steht eine Steinsäule zur Europäischen Wasserscheide (790 m ü. A.).
Die Gegend ist beliebtes Wandergebiet, hier verläuft auch der Weg vom Schenkenfeldener Kalvarienberg südwärts.

## Nachweise
- 41622 – Schenkenfelden. Gemeindedaten der Statistik Austria

1. 1 2  Hammerbichl (Tischberg), Eintrag in passknacker.com
2. ↑  Hammerbichl, Eintrag in motorradland.ch
3. ↑  Johann Lenzenweger, Wolfgang Wittmann: Mühlviertel: 50 Tal- und Höhenwanderungen zwischen Donau und Böhmerwald. Bergverlag Rother, 2006, Nr. 28, S. 110 ff.

- Karte mit allen Koordinaten:
- OSM |
- WikiMap